# Родригес, Марио
Марио Родригес (20 октября 1937 — 10 мая 2015) — аргентинский футболист, нападающий. Участник чемпионата Южной Америки 1963 года.

## Клубная карьера
Воспитанник футбольного клуба «Чакарита Хуниорс». В 1957 году он начал играть за эту команду во втором дивизионе. В 1959 году команда стала чемпионом второго дивизиона. В высшем дивизионе футболист сыграл 61 матч и забил 31 гол за три сезона. В 1963 году футболист перешёл в «Индепедьенте», в составе которого футболист выиграл чемпионат и два кубка Либертадорес. Во второй половине 1960-х Марио отыграл два сезона за «Велес Сарсфилд», а в 1968 году перешёл в чилийский «Коло-Коло», за который он много забил, но успехов не добился. В 1970 году нападающий играл за клуб «Аудакс Итально» из Примеры. В 1971 году нападающий завершил карьеру в футбольном клубе «Чакарита Хуниорс».

## Сборная Аргентины
В 1962 году нападающий провёл первый матч за сборную страны. В 1963 году Марио Родригес принимал участие в чемпионате Южной Америки. Сборная Аргентины заняла 3 место на турнире, нападающий забил 5 голов.

## Достижения
«Чакарита Хуниорс»
- Примера В Насьональ (Дивизион В): 1959

«Индепендьенте»
- Чемпион Аргентины: 1963
- Кубок Либертадорес: 1964 , 1965